# Lourdes Méndez Pérez
Pour les articles homonymes, voir Méndez et Pérez.
Lourdes Méndez Pérez, née à Saint-Sébastien en 1957, est une anthropologue espagnole. Ses recherches portent sur les productions artistiques des femmes et des minorités.

## Biographie
Elle étudie l'anthropologie et les études féministes à l'Université Paris-VIII. Sa thèse Cousas de mulleres; campesinas, poder y vida cotidiana : (Lugo 1940-1980) en anthropologie est publiée en 1988. Elle est professeure d'anthropologie sociale à l'Université du Pays Basque. Elle se spécialise en anthropologie et en art féministes. Elle analyse avec une perspective de genre, les arts visuels, les politiques culturelles locales et européennes. En 1995, elle publie Antropología de la producción artística. Dans cet ouvrage, Lourdes Méndez Pérez étudie la production artistique des femmes et des peuples non occidentaux[réf. nécessaire]. Elle se demande si cette sous-évaluation est déterminée par la minorité sociale, économique, politique. Elle s'intéresse aux biais ethnocentriques et androcentriques.

## Publications
- Cousas de mulleres; campesinas, poder y vida cotidiana : (Lugo 1940-1980), Barcelone,  Anthropos, 1988, 218 p., 84-7658-066-5
- Antropología de la producción artística, Madrid, Síntesis, 1995, 301p,  (ISBN 84-7738-303-0)
- La antropología ante las artes plásticas, Madrid, Centro de Investigaciones Sociológicas, 2003, 135 p., 84-7476-352-5
- Cuerpos sexuados y ficciones identitarias; ideologías sexuales, deconstrucciones feministas y artes visuales, Seville,  Instituto Andaluz de la Mujer, ,2004, 182 p., 84-7921-093-1
- Galicia en Europa: el lugar de las artes plásticas en la política cultural de la Xunta, Sada, Ediciós do Castro, 2004, 206 p., 84-8485-142-7
- Antropología feminista, Madrid, Síntesis, 2007, 254 p., 978-84-975654-0-0
- Antropología del campo artístic ; del arte primitivo al contemporáneo, Madrid, Síntesis, 2009, 256 p., 978-84-975663-5-3
- Exclusionary Genealogies, 96 n.paradoxa international feminist art journal, Vol. 38, 2016,  (ISSN 1461-0434)
- Siete claves para una introducción a la antropología, Madrid, Editorial Síntesis, 2019, 199 p, 978-84-9171-425-5